# Knut Bohwim
Knut Gudbrand Andreas Bohwim (* 12. März 1931 in Oslo; † 16. Juni 2020 ebenda) war ein norwegischer Schauspieler, Drehbuchautor und Regisseur. In seiner Heimat wurde er nicht zuletzt für die Regie zu den norwegischen Neuverfilmungen der ursprünglich dänischen Olsenbande-Filme bekannt.

## Werdegang
Sein Debüt als Schauspieler hatte er als russischer Pianist in dem Film Bedre enn sitt rykte (1955). Nach einigen weiteren Auftritten als Schauspieler hatte er auch einen großen Erfolg als Produktionsleiter in dem Film Operation Løvsprett (1962), der zu einem Kassenschlager wurde. So begann er allmählich die Konzentration seiner Arbeit in Richtung der Film-Produktionsleitung und Filmschnitt zu verlegen, sowie auch als Regisseur und Drehbuchautor tätig zu werden. 1962 gründete Bohwim zusammen mit dem Regisseur Knut Andersen und dem Kameramann Mattis Mathiesen die Filmgesellschaft Teamfilm A/S, die bis 1994 mehrere norwegische Filme produzierte.
Vom norwegischen Verleih Harry Ottersen Norenafilm wurde Bohwim 1968 beauftragt, wie er die Chancen zum ersten dänischen Film Die Olsenbande in Norwegen einschätzen würde. Nach einer gründlichen Auseinandersetzung mit dem Thema kam er zu dem Entschluss, dass der Film voraussichtlich bei einem Import nach Norwegen nicht zu einem solch großem Publikumserfolg werden würde wie das Original in Dänemark. Seiner Meinung nach würden die Olsenbanden-Filme in Norwegen nicht den erhofften Erfolg erzielen können, wegen unter anderem der starken Verwendung von Nationalsymbolen, wie z. B. dem Dannebrog und dem großen Bezug zu Kopenhagen und Dänemark. Daraufhin war es seine Idee und Verdienst, diese als Remake mit eigenen bekannten norwegischen Schauspielern neu zu verfilmen. Die Handlungsorte der norwegischen Olsenbande verlegte er ebenfalls nach Norwegen und Oslo. Er passte als Regisseur und Drehbuchautor die Vorlagen von Henning Bahs und Erik Balling so gut an die nationalen Gegebenheiten an, dass die norwegischen Neuverfilmungen der Olsenbande mit großer Begeisterung angenommen und somit zu seinem größten Erfolg wurden.
Um entsprechende Kredite zur Produktion ihrer Olsenbandenfilme von Teanfilm zu bekommen, mussten Bohwin und sein Partner Mattis Mathiesen zeitweise ihre Privathäuser verpfänden. Neben einigen Werbefilmen hat Bohwim auch Theater- und Revuefilme gedreht, unter anderem Skulle det dukke opp flere lik er det bare å ringe (1970) mit Aud Schønemann in der Hauptrolle und Ute av drift (1992) mit Rolv Wesenlund und Solfrid Heier. Innerhalb seiner eigenen Filme hatte er auch noch in späteren Jahren Auftritte als Schauspieler mit zumeist kleineren Rollen. Von 1984 bis 1998 war er zugleich der Direktor der Kommunenes Filmcentral der Stadt Oslo.
Bohwim starb am 16. Juni 2020 in seinem eigenen Haus im Kreis seiner Familie.

## Filmografie

### Regisseur
- 1957: Hjemme hos oss Husmorfilmen
- 1964: Operasjon sjøsprøyt
- 1967: Det største spillet
- 1968: Festival in Venedig
- 1968: Sus og dus på by'n
- 1969: Olsen-Banden
- 1970: Skulle det dukke opp flere lik, så er det bare å ringen
- 1972: Olsen-banden tar gull
- 1973: Olsen-banden og Dynamitt-Harry går amok
- 1973: Kjære lille Norge
- 1974: Olsen-banden møter kongen og knekten
- 1975: Glade vrinsk
- 1975: Tut og kjør
- 1976: Olsenbanden for full musikk
- 1977: Olsenbanden & Dynamitt-Harry på sporet
- 1978: Olsenbanden + Data Harry sprenger verdensbanken
- 1979: Olsenbanden og Dynamitt-Harry mot nye høyder
- 1979: Vi spillopper
- 1981: Olsenbanden gir seg aldri!
- 1982: Olsenbandens aller siste kupp
- 1984: Men Olsenbanden var ikke død!
- 1992: Ute av drift!
- 1999: Olsenbandens siste stikk

### Schauspieler
- 1955: Bedre enn sitt rykte als Jazz-Pianist
- 1969: Olsen-banden als neugieriger Passant
- 1970: Olsen-banden og Dynamitt-Harry als Bankräuber
- 1973: Olsen-banden og Dynamitt-Harry går amok als Polizist
- 1974: Olsen-banden møter kongen og knekten als Polizeifahrer
- 1977: Olsenbanden & Dynamitt-Harry på sporet als Bahnvorsteher
- 1978: Olsenbanden + Data Harry sprenger verdensbanken als Fiat-Autofahrer mit Dachgepäck
- 1979: Olsenbanden og Dynamitt-Harry mot nye høyder als Pilot
- 1981: Olsenbanden gir seg aldri! als Beefeater des 'Tower of London'
- 1982: Olsenbandens aller siste kupp als Gefängnispsychologe
- 1984: Men Olsenbanden var ikke død (1984) Parkwächter
- 1999: Olsenbandens siste stikk als er selbst

### Produktionsleitung
- 1962: Operasjon Løvsprett
- 1963: Elskere
- 1964: Nydelige nelliker
- 1964: Operasjon sjøsprøyt
- 1965: Skjær i sjøen
- 1966: Hurra for Andersens

### Filmschnitt
- 1964: Nydelige nelliker
- 1964: Operasjon sjøsprøyt
- 1973: Kjære lille Norge
- 1975: Glade vrinsk

### Filme (Drehbuch)
- 1964: Nydelige nelliker
- 1964: Operasjon sjøsprøyt
- 1984: Men Olsenbanden var ikke død (…Aber die Olsenbande war nicht tot 1984) – eigenständiger norwegischer Olsenbandenfilm ohne dänische Vorlage

## Familie
Die Eltern von Knut Bohwim, Paal Bohwim und Maud Vivian Kvinnsland, waren Film- und Theaterschauspieler. Sein Großvater Andreas Kvinnsland war einer der ersten Kinobetreiber Oslos in der Anfangszeit des Filmes.
Seit 1963 war Knut Bohwim mit der Schauspielerin Kirsten Kaurin (* 25. September 1939) verheiratet. Sie haben eine gemeinsame Tochter Alexia M. K. Bohwim (* 13. März 1969) in Oslo (Stadtteil Frogner), die eine bekannte norwegische Schriftstellerin ist.

## Auszeichnungen
- 1967: Sølvklumpen,  für den besten norwegischen Film Det største spillet[8]
- 1997: Amanda, Ehrenpreis für Knut Bohwims Lebenswerk[5]
- 2019: Aamot-statuetten gemeinsam mit Arne Lindtner Næss[9]